# デュエル郡 (ネブラスカ州)
座標: 北緯41度11分 西経102度33分 / 北緯41.183度 西経102.550度
デュエル郡（英: Deuel County）は、アメリカ合衆国のネブラスカ州にある郡。2000年時点の人口は2,098人で、郡庁所在地はチャペル (Chappell)。
ネブラスカ州のナンバープレートで、デュエル郡の車両は最初の数字が78になっている。これは1922年にナンバープレートの制度を確立した際、デュエル郡の車両登録台数が州内の郡のなかで78番目に多かったからである。

## 歴史
デュエル郡は1889年に組織され、この地域を早くから開拓したハリー・ポーター・デュエルにちなんで名付けられた。

## 地理
アメリカ合衆国国勢調査局によると、この郡は総面積1,142 km2 (441 mi2) である。このうち1,139 km2 (440 mi2)が陸地で、2 km2 (1 mi2) が川や湖などの水地域である。総面積のうちの0.20%が水地域となっている。

### 隣接する郡
- ガーデン郡（北）
- キース郡（東）
- パーキンズ郡（南東）
- セジウィック郡 (コロラド州)（南）
- シャイアン郡（西）

## 人口動静

2000年国勢調査時の郡の人口ピラミッド

2000年の国勢調査によると、デュエル郡には2,098人、908世帯、及び601家族が暮らしている。人口密度は2/km2 (5/mi2) で、1/km2 (2/mi2) の平均的な密度に1,032軒の住居が建っている。この郡の人種の構成は白人97.33%、黒人（アフリカ系アメリカ人）0.05%、先住民0.38%、アジア系0.38%、その他の人種1.14%、および混血0.71%で、2.72%の人々がヒスパニックまたはラテン系である。郡の住民の36.3%がドイツ系、10.7%がアイルランド系、10.2%がイングランド系、10.0%がスウェーデン系、9.5%がアメリカ系移民の子孫である。
デュエル郡に住む908世帯のうち、25.60%は18歳未満の子どもと暮らしており、57.60%は夫婦で生活している。5.90%は未婚の女性が世帯主であり、33.80%は家族以外の住人と同居している。31.20%は独居で、全世帯の16.50%は65歳以上の独居老人世帯である。1世帯あたりの平均人数は2.29人であり、家庭の場合は2.87人である。
郡の住民は23.30%が18歳未満の子どもで、18歳以上24歳以下が4.90%、25歳以上44歳以下が24.40%、45歳以上64歳以下が24.50%、および65歳以上が22.90%となっている。平均年齢は44歳である。女性100人に対して男性は94.80人いて、18歳以上の女性100人に対しては男性は95.50人いる。
郡の世帯ごとの平均収入は32,981米ドルで、家族ごとでは41,550米ドルである。男性の26,020米ドルに対して女性は19,479米ドルの平均的な収入がある。この郡の一人当たりの収入 (per capita income) は17,891米ドルである。総人口の9.10%、家族の5.30%は貧困線以下である。18歳未満の子どもの12.40%及び65歳以上の6.10%は貧困線以下の生活を送っている。

## 行政
デュエル郡の保安官はジェフリー・S・オルトギーズが務めている。

## 都市および村
- ビッグ・スプリングズ (en:Big Springs, Nebraska)
- チャペル (en:Chappell, Nebraska)